# Sajnsjand (distrikt)
Sajnsjand (mongoliska: Сайншанд Сум, Saynshand, Сайншанд, Saynshand Sum) är ett distrikt i Mongoliet.   Det ligger i provinsen Dornogobi, i den östra delen av landet, 400 km sydost om huvudstaden Ulaanbaatar.